# Bourbon-Conti

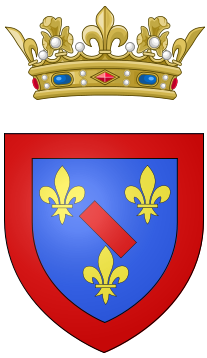
Znak knížat de Conti

Knížata de Conti byla pobočnou linií rodu Bourbon-Condé. Název rodu je odvozen od obce Conty ve Francii.

## Historie
Titul de Conti byl vytvořen v 16. století.
François de Bourbon-Conti (1558–1614) získal titul markýz de Conti, později byl povýšen na knížete. Titul následně nebyl několik let udělen, protože Françoisův jediný syn zemřel dříve, než jeho otec (v roce 1610).
V roce 1629 byl titul udělen opětovně, kdy jej získal Armand de Bourbon-Conti.
Během starého režimu ve Francii bylo knížectví de Conti pevně spojeno s titulem princ královské krve. Titul přinášel nositeli nárok na oslovení Jeho Jasnost.

## Markýz a knížata de Conti
1. 1558–1614: François de Bourbon-Conti
2. 1629–1666: Armand de Bourbon-Conti
3. 1666–1685: Louis Armand de Bourbon-Conti
4. 1685–1709: François Louis de Bourbon-Conti, zvaný Velký Conti
5. 1709–1727: Louis Armand II. de Bourbon-Conti
6. 1727–1776: Louis François I. de Bourbon-Conti
7. 1776–1814: Louis François II. de Bourbon-Conti

Po smrti Ludvíka Františka II., který zemřel bez legitimního potomka, již titul nebyl nikdy udělen.